# Jawaharlal Nehru Stadium (Chennai)
Il Jawaharlal Nehru Stadium (hindi: जवाहरलाल नेहरू स्टेडियम) comunemente soprannominato Marina Arena è uno stadio polifunziionale e ha una capacità di 40.000 posti. Ospita il calcio e le competizioni atletiche. Lo stadio prende il nome dal primo premier indiano, e ha ospitato nove partite di prova tra il 1956 e il 1965.
Lo stadio si trova a Sydenhams Road, Park Town dietro la stazione ferroviaria suburbana centrale di Chennai.

## Storia
Costruito nel 1993 in un tempo record di 234 giorni, lo stadio ha una capienza di 40.000 posti . Lo stadio ha 8 piste di atletica con un tappeto erboso di calcio naturale nel mezzo. Inoltre ha varie strutture per il judo, il sollevamento pesi, il tennis da tavolo, il pugilato, gli scacchi, il carrom, due campi da beach volley, per la pallavolo e altre ancora. In più sono presenti un centro fitness e una sala conferenze.
Lo stadio esterno è utilizzato dal 2014 dalla squadra indiana del Chennaiyin Football Club, militante nella neonata Indian Super League e viene usato anche dal Tamil Nadu, come campo per le partite in casa.
Il complesso ospita anche uno stadio coperto con una capienza di 8.000 posti per la pallavolo, la pallacanestro, o il tennistavolo.
Nel 2012, il governo ha annunciato di ristrutturazione dello stadio coperto al costo di 12 crore di ₹.